# Cristhian Montoya
Cristhian Montoya Giraldo (San Vicente, Antioquia, 4 de agosto de 1989) é um ciclista profissional colombiano que milita na equipa profissional de categoria Continental a Medellín.

## Palmarés
2012
- 1 etapa da Volta a Antioquia

2015
- 3º no Clássico RCN, mais 1 etapa

2016
- 1 etapa da Volta à Colômbia

2017
- 2º na Volta Ciclista de Chile, mais 1 etapa

2019
- 1 etapa do Tour de Gila
- 1 etapa da Volta à Colômbia

## Equipas
- Indeportes Antioquia (2009)
- Indeportes Antioquia-Lotería de Medellín (2010)
- Gobernación de Antioquia-Indeportes Antioquia (2011-2012)
- Colombia-Coldeportes (2013)
- Coldeportes-Claro (2014)
- Orgullo Antioqueño (2015)
- Medellín (2017-)